# Bard, Loire
Bard là một xã trong tỉnh Loire miền trung nước Pháp.